# Хассан Мубарак
Хасса́н Мубара́к (араб. حسن مبارك‎; род. 13 апреля 1968, ОАЭ) — футболист из ОАЭ, защитник. Ранее выступал за сборную ОАЭ.

## Карьера

### Клубная карьера
Во время своей футбольной карьеры Мубарак выступал за дубайский «Ан-Наср».

### Карьера в сборной
Мубарак выступал за сборную ОАЭ. В 1996 году он участвовал в домашнем Кубке Азии. Сборная ОАЭ заняла на этом турнире второе место. Мубарак принял участие во всех шести играх против Республики Корея, Кувейта, Индонезии, Ирака, снова Кувейта и Саудовской Аравии.
Участник Кубка конфедераций 1997, на котором сыграл во всех трёх матчах против сборных Уругвая, ЮАР и Чехии. 15 декабря 1997 года в матче этого турнира со сборной ЮАР забил победный гол в ворота соперника. Матч закончился со счётом 1:0. В том же году принял участие в матчах отборочного турнира на чемпионат мира 1998 года.

## Достижения
- Серебряный призёр Кубка Азии: 1996